# Біометричний контроль на українському кордоні
Фіксація біометричних даних на кордоні — це процедура перевірки біометричних даних іноземців та осіб без громадянства, що здійснюється Державною прикордонною службою України в пунктах пропуску через державний кордон України з 1 січня 2018 року. Це одна із підсистем відомчої автоматизованої системи прикордонного контролю з метою забезпечення національної безпеки України.

## Ініціатива
На початку липня 2017 року секретар РНБО Олександр Турчинов повідомив, що не пізніше ніж до початку 2018 року, а можливо й раніше, для іноземців на кордонах України має запрацювати біометричний контроль, а для громадян Росії також мають запровадити обов'язкові вимоги попередньої реєстрації поїздки. Натомість у Росії розкритикували ці наміри України.
30 серпня 2017 року видано Указ Президента України № 256 "Про рішення Ради національної безпеки та оборони України від 10 липня 2017 року «Про посилення контролю за в'їздом в Україну, виїздом з України іноземців та осіб без громадянства, додержання ними правил перебування на території України».
Через два дні — 1 вересня 2017 року Президент України Петро Порошенко заявив, що з 1 січня 2018 року має запрацювати система фіксації біометричних даних в пунктах пропуску через державний кордон.

## Причини
Система фіксації біометричних даних, на думку представників української влади, — це нагальна необхідність для покращення безпекової складової при перетинанні кордону та вдосконалення системи прикордонного контролю. Її впровадження дає можливість посилити контроль за в'їздом та виїздом з України іноземців та осіб без громадянства, додержанням ними правил перебування на території країни.
Обов'язкову фіксацію біометричних даних застосовують у відповідності до визначеного МЗС переліку 70 країн, у тому числі Російської Федерації, які віднесено до категорії ризику. Решта іноземців — за результатами аналізу та оцінки ризиків. Законодавство дозволяє перебувати іноземцю в Україні до 90 діб протягом 180 діб.

### Перелік країн

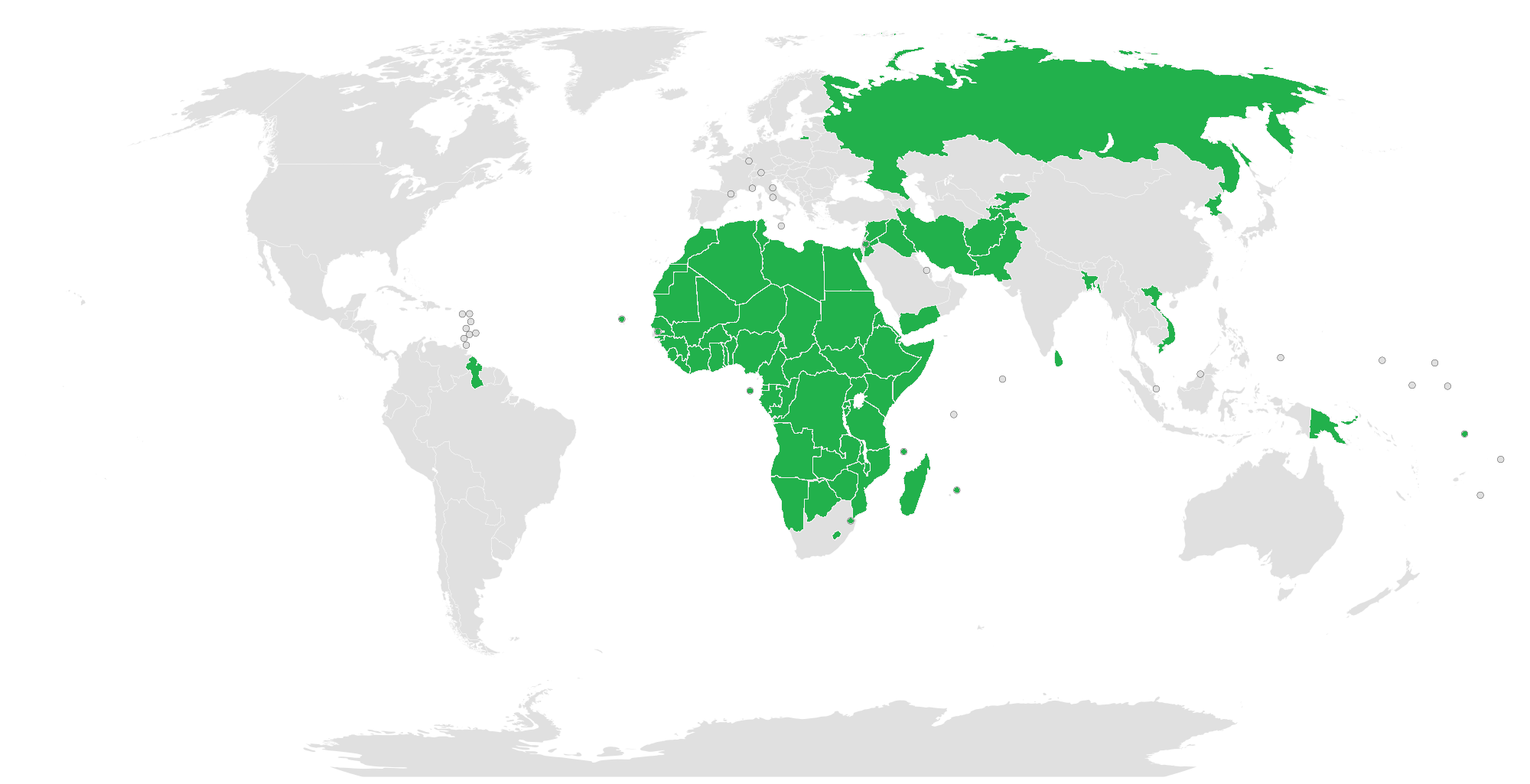
Біометричний контроль на українському кордоні

Обов'язкова фіксація біометричних даних у пунктах пропуску через державний кордон здійснюється в іноземців та осіб без громадянства таких країн:
1. Алжир,
2. Ангола,
3. Афганістан,
4. Бангладеш,
5. Бенін,
6. Ботсвана,
7. Буркіна-Фасо,
8. Бурунді,
9. В'єтнам,
10. Габон,
11. Гамбія,
12. Гаяна,
13. Гана,
14. Гвінея,
15. Гвінея-Бісау,
16. Екваторіальна Гвінея,
17. Папуа Нова Гвінея,
18. Джибуті,
19. Еритрея,
20. Ефіопія,
21. Єгипет,
22. Ємен,
23. Замбія,
24. Зімбабве,
25. Ірак,
26. Іран,
27. Йорданія,
28. Кабо-Верде,
29. Камерун,
30. Кенія,
31. Киргизстан,
32. Коморські Острови,
33. Республіка Конго,
34. ДР Конго,
35. Північна Корея,
36. Кот-д'Івуар,
37. Лесото,
38. Ліберія,
39. Ліван,
40. Лівія,
41. Мавританія,
42. Мадагаскар,
43. Маврикій,
44. Малі,
45. Малаві,
46. Марокко,
47. Мозамбік,
48. Намібія,
49. Нігер,
50. Нігерія,
51. Пакистан,
52. Палестина,
53. Росія,
54. Південний Судан,
55. Руанда,
56. Сан-Томе і Принсіпі,
57. Есватіні,
58. Сенегал,
59. Сирія,
60. Сомалі,
61. Судан,
62. Сьєрра-Леоне,
63. Таджикистан,
64. Танзанія,
65. Того,
66. Тонга,
67. Туніс,
68. Уганда,
69. Центральноафриканська Республіка,
70. Чад,
71. Шрі-Ланка.

## Тестування системи

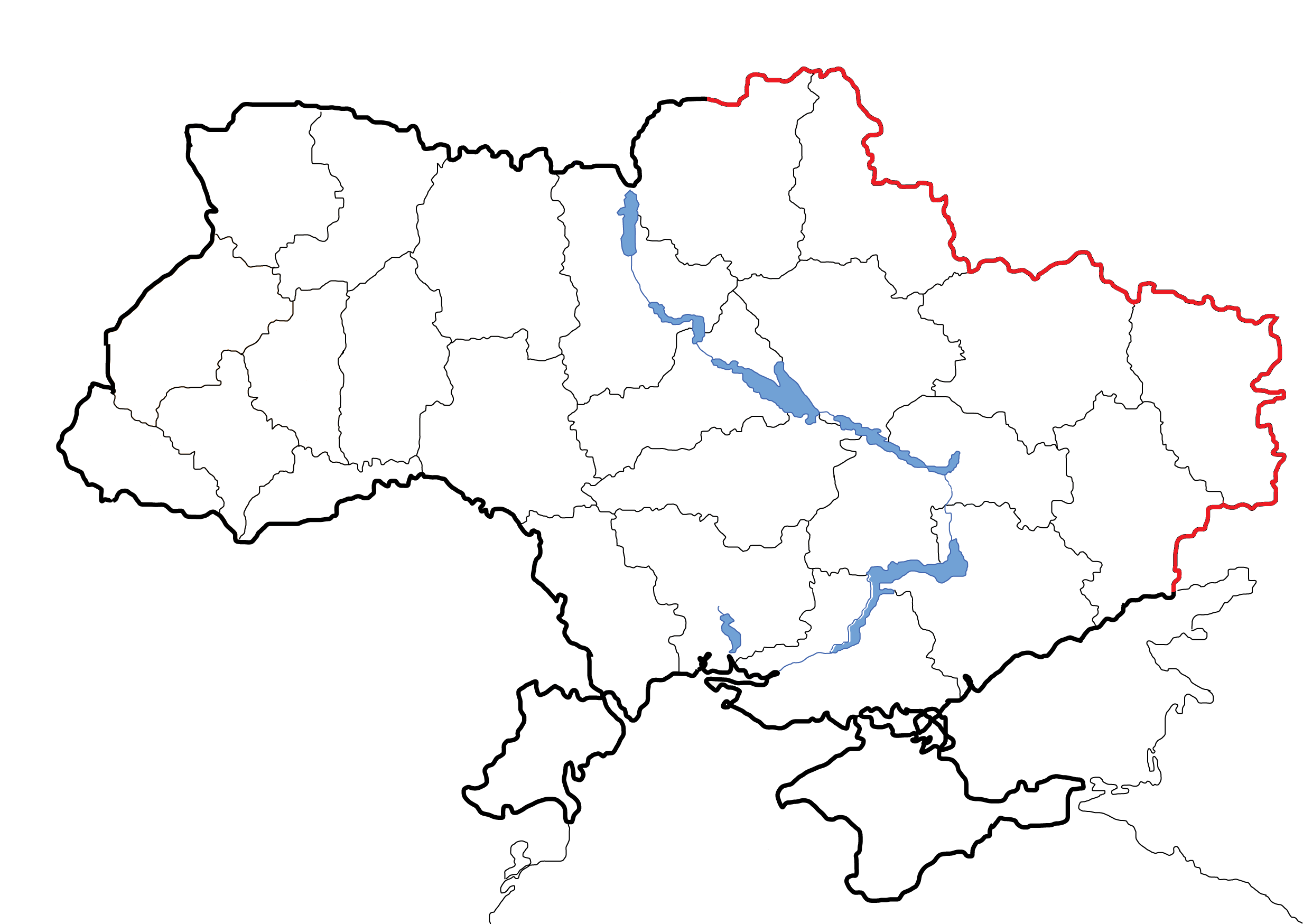
Російсько-український кордон в пунктах пропуску якого застосовано біометричний контроль

21 грудня 2017 року Державна прикордонна служба України презентувала в столичному аеропорту «Київ» систему фіксації біометричних даних іноземців та осіб без громадянства. Інформація з неї передаватиметься до Національної системи верифікації та ідентифікації громадян України, іноземців та осіб без громадянства.
Незадовго до впровадження 27 грудня 2017 року ця система була запущена Державною прикордонною службою України в тестовому режимі у мобільних комплексах, які працювали у пунктах пропуску Гоптівка Харківської області і Бачівськ Сумської області.

## Процедура
Особа, що підпадає під список сімдесяти країн категорії ризику може перетнути державний кордон України трьома способами:
- подати попереднє повідомлення про те, що вона збирається в Україну,
- безпосередня фіксація даних на кордоні, біометричного паспорта або біометричних даних,
- фіксація людини в місці, де вона планує перебувати[3].

Співробітники Держприкордонслужби фіксують за допомогою рідера відбитки 4 або 5 пальців правої руки громадянина, що в'їжджає в Україну або виїжджає з України. Далі інформація надходить до підсистеми обробки біометричних даних за кількома базами даних — МВС, СБУ. Крім того, через міжвідомчу інформаційно-телекомунікаційну систему «Аркан» вона надходить до Національної системи біометричної верифікації та ідентифікації громадян України, іноземців та осіб без громадянства Державної міграційної служби України. Також вони здійснюють перевірку паспортних документів іноземців, в тому числі за базами Інтерполу у 126 пунктах пропуску.
Процедура проходження кордону займає до 2 хвилин.
При повторному перетині кордону особою здійснюватиметься процес її ідентифікації. Відповідно, інспектор переглядає: чи здавала людина свої біометричні дані. У разі незбігу даних таку особу буде направлено на додатковий контроль для з'ясування обставин.

### Поетапність впровадження
З 1 січня 2018 року система запрацювала у столичних міжнародних аеропортах та в пунктах пропуску українсько-російської ділянки державного кордону.
В подальшому ця система буде активно впроваджуватися на всіх ділянках державного кордону України.

### Іноземці та особи без громадянства звільнені від фіксації біометричних даних
- глави держав і урядів зарубіжних країн, члени парламентських та урядових делегацій, технічний персонал, який обслуговує такі делегації (осіб) і членів їхніх сімей, які прибули в Україну на запрошення Президента України, Верховної Ради України чи Кабінету Міністрів України, Верховної Ради Автономної Республіки Крим чи Ради міністрів Автономної Республіки Крим, міністерств, інших центральних органів виконавчої влади України; особи та члени сімей осіб, які прибули в Україну за посвідченнями ООН та організацій системи ООН;
- іноземці або особи без громадянства, які не досягли 18-річного віку;
- іноземні туристи, які здійснюють круїз;
- члени екіпажів іноземних військових кораблів (літаків), які в установленому порядку прибули в Україну;
- особи, які входять до складу екіпажів іноземних невійськових суден;
- особи, які входять до складу екіпажу цивільних повітряних суден міжнародних авіаліній, бригад поїздів міжнародного сполучення, у разі перебування в аеропортах чи на вокзалах (станціях), зазначених у розкладі руху;
- глави іноземних дипломатичних представництв і консульських установ, члени дипломатичного персоналу, консульські посадові особи, адміністративно-технічний та обслуговчий персонал дипломатичних представництв і консульських установ, працівники апарату військових аташе і торговельних представництв та їхні дружини (чоловіки), діти, батьки, які перебувають на утриманні зазначених осіб;
- працівники органів закордонних справ іноземних держав, які прибули в Україну в службових справах і мають дипломатичний чи службовий паспорт, та члени їхніх сімей;
- посадові особи міжнародних організацій, які прибули в Україну в службових справах, працівники представництв таких організацій в Україні, а також працівники представництв держав при міжнародних організаціях, які мають штаб-квартиру в Україні і відповідно до статутних документів зазначених організацій чи відповідних міжнародних договорів, користуються дипломатичними привілеями та імунітетом, а також члени їхніх сімей.

У разі відмови іноземцем (особою без громадянства) від сканування відбитків пальців з такими особами проводиться контроль другої лінії, за результатами якого приймається рішення щодо пропуску (не пропуску) через державний кордон.

### Технічне оснащення
Для створення цієї системи технічно дообладнано 157 пунктів пропуску та 3 КПВВ на адміністративній межі з тимчасово окупованою територією АР Крим. Між Україною та Росією діє 31 такий пункт. Решта пунктів — на кордоні із Білоруссю, Молдовою, Польщею, Словаччиною, Угорщиною та Румунією.
Усього обладнано понад 1200 робочих місць та доукомплектовано більш як 400 автоматизованих робочих місць сканерами відбитків пальців. Крім того, розгорнуто понад 320 нових робочих місць на І та ІІ лініях контролю, а також понад 420 в залізничних пунктах пропуску.

## Наслідки
Загалом у новорічну ніч за системою фіксації біометричних даних іноземців та осіб без громадянства прикордонники оформили понад 2700 осіб, близько 500 із них — громадян Росії.
А станом на 3 січня 2018 року український кордон перетнуло 7375 іноземців, з них 5580 — громадяни Росії. За даними Держприкордонслужби, у 2017 році було зафіксовано понад 1,4 млн випадків перетину кордону росіянами, у 2016-му — 1,5 млн..
Лише за три дні вихідних (6—8 січня 2018 року) під час перетину російсько-українського кордону було виявлено 48 осіб, що значились у базі Інтерполу.

### Реакція Росії
Під час святкування Різдва, за словами першого заступника голови Державної прикордонної служби України Василя Серватюка, «відбулися провокаційні дії проти наших громадян зі сторони Російської Федерації у зв'язку із введенням біометричного контролю».
Так, наприклад, 8 січня 2018 року, російська сторона відмовилася пропускати 18 наших транспортних засобів, без складання відповідних документів та пояснення причини.

## Законодавство
- Закон України «Про правовий статус іноземців та осіб без громадянства» (ч. 2 ст. 9), що визначає обов'язок іноземців та осіб без громадянства подавати свої біометричні дані для їх фіксації;
- Закон України «Про Державну прикордонну службу України» (п. 6 ст. 19), що покладає на Держприкордонслужбу завдання щодо фіксації біометричних даних іноземців та осіб без громадянства в пунктах пропуску через державний кордон та в контрольних пунктах в'їзду-виїзду.